# نوفوليبيتسك
نوفوليبيتسك للصلب (بالروسية: НЛМК) مجموعة شركات روسية كبرى تعمل في صناعة التعدين، يملك جل أسهمها الملياردير فلاديمير ليسين الذي يشغل رئاسة مجلس إدارتها منذ سنة 1998م ويقع مقرها في ليبيتسك.